# Fulton, Texas
Fulton är en ort i Aransas County i delstaten Texas, USA.